# Ancyla orientalica
Ancyla orientalica är en biart som beskrevs av Warncke 1979. Ancyla orientalica ingår i släktet Ancyla och familjen långtungebin. Inga underarter finns listade i Catalogue of Life.